# João Dickson Carvalho
João Dickson Carvalho, noto semplicemente come Carvalho (San Paolo, 29 dicembre 1952), è un ex calciatore brasiliano.

## Carriera
È principalmente noto per la sua carriera in Giappone, dove approdò nel 1974 dopo aver militato in alcune squadre del campionato brasiliano, tra cui il Guarani e la Fluminense. Tra i primi giocatori stranieri ad essere ingaggiati da club nipponici, giocò nel Towa Real Estate (denominato dal 1976 Fujita Kogyo) dove ottenne diversi titoli a livello di club (tre titoli nazionali) e individuale (si laureò capocannoniere per due anni consecutivi e ottenne, nel 1976, il titolo di calciatore giapponese dell'anno).
Ingaggiato nel 1983 dallo Yokohama TriStar, si ritirò nel 1986: con 77 gol segnati in undici stagioni è il quarto cannoniere più proficuo della Japan Soccer League.

## Palmarès

### Club
- Japan Soccer League: 3

1977, 1979, 1981
- Coppa dell'Imperatore: 2

1977, 1979

### Individuale
- Calciatore giapponese dell'anno: 1

1977
- Capocannoniere della Japan Soccer League: 2

1977 (23 gol), 1978 (15 gol, a pari merito con Kunishige Kamamoto)